# トート・ヨージェフ (1929年生のサッカー選手)
トート・ヨージェフ（Tóth József, Tóth II József、1929年5月16日 - 2017年10月9日）は、ハンガリーのヴァシュ県メルシェヴァート出身の元サッカー選手、元サッカー指導者。元ハンガリー代表。ポジションは右ウイング、右インサイドフォワード。
マジック・マジャールの一員として1954 FIFAワールドカップで準優勝した。

## 来歴
1940年にチェペルに入団、1948年8月にネムゼティ・バイノクシャーグIでデビューを果たした。
1953年から1957年までハンガリー代表に選出され、通算12試合5得点を記録した。1954年5月23日に行われたイングランド戦 (7-1で勝利) で初得点、準優勝した1954 FIFAワールドカップでは西ドイツ戦（8-3で勝利）とブラジル戦（4-2で勝利）に出場し、西ドイツ戦で得点を記録した。
クラブでは1958-59シーズンにNB Iで優勝した。1961年に現役を引退、NB Iで通算297試合77得点（296試合78得点）を記録した。1940年から1961年までの選手キャリアのすべてをチェペルで過ごしたワン・クラブ・マンである。
1964年から1967年までカポシュヴァーリ・ラーコーツィ、1967年から1970年までPápai Textilesで監督を務めた。
1955年にハンガリー人民共和国の Magyar Népköztársaság Érdemes Sportolója、2015年にハンガリーの Magyar Érdemrend tisztikeresztje を受勲した。また、2011年にチェペル名誉市民、2014年にブダペスト名誉市民となった。
2017年10月9日に88歳で死去した。1954 FIFAワールドカップ準優勝メンバーの最後の生き残りであった。同年11月、チェペルFCのベーケ・テーリ・シュタディオンの前にトート・ヨージェフ、同じく準優勝メンバーでチェペルに2年間所属したチボル・ゾルターンの銅像が設置された。